# Sophie de La Rochefoucauld
Pour les articles homonymes, voir La Rochefoucauld.
Sophie Nathalie Catherine Jeanne de La Rochefoucauld, de son nom complet, est une actrice française, née le 11 octobre 1965 à Boulogne-Billancourt en France.
À partir de 2004, elle s'engage en politique. En 2022 et 2024, elle est suppléante de la députée LFI de la sixième circonscription de Paris, Sophia Chikirou, membre du parlement de l'Union populaire qui soutient la candidature de Jean-Luc Mélenchon, et assistante parlementaire.

## Biographie
Sophie de La Rochefoucauld est née en 1965 dans le milieu du cinéma : elle est en effet la fille du réalisateur Jean-Dominique de La Rochefoucauld et de la productrice Michelle Podroznik. Issue de la branche des ducs de La Roche-Guyon de la maison de La Rochefoucauld, sa mère, elle, est fille d’immigrés polonais, communistes et juifs. Elle grandit dans une famille d'extrême gauche.
Sophie de La Rochefoucauld débute en 1983 dans le rôle d'Anne d'Autriche dans Richelieu ou La journée des dupes, aux côtés de Patrick Raynal et de Didier Sandre.
Marion Sarraut l'engage en 1987 pour le feuilleton Le Gerfaut. Elle joue depuis dans de nombreux téléfilms, notamment en 2000 avec le rôle-titre dans Mary Lester, en 2005 dans Les Rois maudits, puis en 2006 dans Retrouver Sara, pour lequel elle reçoit le prix d'interprétation féminine au festival des créations télévisuelles de Luchon.
Elle a joué dans un grand nombre de séries télévisées, dont notamment le rôle principal dans Groupe flag, ainsi que plusieurs apparitions dans PJ ou Les Cordier, juge et flic.
Elle a joué aussi dans des mini-séries comme Tramontane en 1999 sur TF1, Méditerranée en 2001 où elle incarnait Béatrice Valbonne, Garonne en 2002 sur France 2 aux côtés de Pierre Vaneck. En 2001, elle joue dans Les Semailles et les Moissons aux côtés de Bernard Yerlès. Dans la série Plus belle la vie, elle interprète le rôle semi-récurrent de Caroline Évenot, la mère de Barbara (Léa François) dans le feuilleton.
En 2024, alors que la série est reprise sur TF1 sous le nom de Plus belle la vie, encore plus belle, elle travaille derrière la caméra en tant que directrice d'acteurs aux côtés de sa sœur, Claire, réalisatrice référente.

### Engagement politique
Sophie de La Rochefoucauld est engagée politiquement à gauche. Elle s'est impliquée dans la lutte contre la réforme du statut d'intermittent du spectacle. Elle a notamment publié plusieurs tribunes dans L'Humanité. En 2004, elle se présente sur la liste Gauche populaire et citoyenne pour les élections régionales en Île-de-France, aux côtés de Marie-George Buffet, secrétaire nationale du Parti communiste français, et de Claire Villiers, fondatrice du réseau de collectifs Agir ensemble contre le chômage (AC!).
En 2007, elle soutient la candidature de Marie-George Buffet à l'élection présidentielle en rejoignant son conseil de campagne. À l'occasion des élections européennes de juin 2009, elle fait partie des nombreux soutiens au Front de gauche.
En 2011, soutien de la candidature de Jean-Luc Mélenchon à l'élection présidentielle de 2012, elle rejoint le conseil de campagne du Front de gauche, où elle souhaite s'impliquer « complètement » car « le Front de gauche est le plus à même de répondre aux interrogations du peuple de gauche ». Elle est suppléante du candidat Didier Le Reste dans la 15e circonscription de Paris, qui recouvre le 20e arrondissement, pour les élections législatives françaises de 2012,. Leur binôme arrive en troisième position au premier tour, avec 12,4 % des suffrages exprimés.
En novembre 2013, elle annonce publiquement son soutien aux listes « À Paris place au Peuple » conduites par Danielle Simonnet, tête de liste de l'ensemble du Front de gauche (moins le Parti communiste) aux élections municipales à Paris.
En 2015, elle est de nouveau candidate aux élections régionales en Île-de-France sur la liste du Front de gauche.
Soutien de la candidature de Jean-Luc Mélenchon à l'élection présidentielle française de 2017, elle est annoncée parmi les 20 premiers candidats du mouvement « La France insoumise » aux élections législatives qui se tiendront dans la foulée. Elle est ainsi candidate, suppléante de Danielle Simonnet, aux élections législatives de 2017 dans la 6e circonscription de Paris pour La France insoumise. Danielle Simonnet est en ballotage au premier tour avec 18,83 % des voix, en 2e position, et elle battue au 2e tour avec 49,01 % des voix.
En 2022, elle soutient la candidature de Jean-Luc Mélenchon à l’élection présidentielle et fait partie du parlement de l’Union populaire mis en place pour cette échéance.
Aux élections législatives de 2022, elle est élue en tant que suppléante de Sophia Chikirou, députée LFI dans la sixième circonscription de Paris. Elle est ensuite embauchée par cette dernière comme assistante parlementaire.
Il en va de même en 2024.

### Vie privée
Elle se marie une première fois en 1997 à Paris avec le chef d'orchestre Jean-Louis Forestier. Ils divorcent fin 2001. En 2005, elle épouse Georges Lechaptois.
Sa sœur cadette, Claire de La Rochefoucauld, est une réalisatrice de télévision.

## Filmographie partielle

### Télévision
- 1983 : Richelieu ou La Journée des dupes de Jean-Dominique de La Rochefoucauld
- 1984 : L'An Mil de Jean-Dominique de La Rochefoucauld et Georges Duby
- 1986 : La Petite Roque de Claude Santelli
- 1988 : Le Vent des moissons de Jean Sagols (feuilleton TV)
- 1997 : Les Filles du maître de chai de François Luciani
- 1998 : L'Instit (saison 4, épisode 9 Touche pas à mon école de David Delrieux) : Marion Chatel
- 1999 : La Balle au bond de Williams Crépin
- 1999 : Tramontane de Henri Helman : Isa
- 2001 : Les Cordier, juge et flic (saison 8, épisode 5 Sang froid de Jean-Marc Seban) : Julie Thuillier
- 2001 : Les Semailles et les Moissons de Christian François
- 2001 : Méditerranée (5 épisodes de 90 min) d'Henri Helman : Béatrice Valbonne
- 2002 : Garonne de Claude d'Anna : Corinne
- 2002 : Groupe flag (série de 24 épisodes) de Michel Alexandre : Claire Lagache
- 2005 : Retiens-moi de Jean-Pierre Igoux : Laure
- 2006 : Retrouver Sara de Claude d'Anna : Armelle Lemasson
- 2007 : PJ (saison 12, épisode 10 Pression de Claire de La Rochefoucauld) : Cécile Badiou
- 2009 : PJ (saison 13, épisodes 7 Explosion et 8 Impasses de Claire de La Rochefoucauld) : Éliane
- 2009, 2012, 2014-2015, 2018-2019 : Plus belle la vie (saisons 5 à 15) : Caroline Évenot, mère de Barbara
- 2010 : Joséphine, ange gardien (saison 12, épisode 3 Police blues) : Pauline Vannier
- 2011 : Le vernis craque de Daniel Janneau
- 2011 : Commissaire Magellan (épisode 3 Noces funèbres de Claire de La Rochefoucauld) : Emma de Keyster
- 2014 : Vogue la vie de Claire de La Rochefoucauld
- 2014 : Nina (saison 1, épisode 2 Pour le meilleur et pour le pire) : Marion Barzigues
- 2015 : Malaterra de Jean-Xavier de Lestrade et Laurent Herbiet
- 2015 : Candice Renoir (saison 3, épisode 7 Charité bien ordonnée commence par soi-même) : Sarah Le Marchant
- 2016 : Meurtres à Grasse de Karim Ouaret
- 2016 : L'Île aux femmes d'Éric Duret
- 2018 : Cassandre (saison 2, épisode 2 Le Pacte) : Sandrine Valin
- 2018 : Noces rouges (mini-série réalisée par Marwen Abdallah) : Cathy
- 2018 : Crimes parfaits de Julien Zidi
- 2019 : Les Secrets du château de Claire de La Rochefoucauld : la procureure Balmont
- 2020 : Le Mensonge de Vincent Garenq : Hélène

## Théâtre
- 1996 : La Perruque du vieux Lénine de Jean Ristat, mise en scène Viviane Théophilidès, Maison de la Poésie
- 2010 : La Douceur du velours de Christine Reverho, mise en scène Panchika Velez, Théâtre des Mathurins
- 2013 : Gigi de Colette et Anita Loos, mise en scène Richard Guedj, Théâtre Daunou
- 2016 : Après la pluie de Sergi Belbel, mise en scène Marion Bierry, Festival d'Avignon off